# Pürweegijn Nomin-Erdene
Pürweegijn Nomin-Erdene (mong. Пүрвээгийн Номин-Эрдэнэ Pürweegijn Nomin-Erdene; ur. 8 kwietnia 1995) – mongolska zapaśniczka walcząca w stylu wolnym. Brązowa medalistka mistrzostw Azji w 2020. Druga na wojskowych MŚ w 2024. Trzecia na mistrzostwach Azji juniorów w 2014 i kadetów w 2012 roku.